# 皮馬硬頭魚
皮馬硬頭魚(学名：Craterocephalus pimatuae），為輻鰭魚綱銀漢魚目銀漢魚科的其中一種，分布於巴布亞紐幾內亞中央高地的Purari河支流流域，體長可達10公分，為熱帶魚類，棲息在水流快速的溪流，生活習性不明。